# Ekstrasistola
Ekstrasistola ili preskakanje srca je prevremena ili preuranjena srčana kontrakcija ili poremećaj ritma, odnosno aritmija srca, izazvana impulsom koji ne potiče iz čvora pretkomorskog sinusa (SA-čvora) već iz nekog ektopičnog fokusa. Subjektivno je pacijent doživljava i najčešće opisuje kao preskakanje srca.
Ekstrasistole su kod većine pacijenata uglavnom bezopasne aritmije koje se mogu pojaviti u svim periodima života. Međutim kako narušavaju kvalitetu života one svojom pojavom stvaraju nelagodnost i osećaj straha da će se nešto dogoditi sa srcem. Taj strah je donekle opravdan zato što je srce izvor života i bilo kakva promena u njegovom radu može izazvati zabrinutost, ne samo kod pacijenata već i kod lekara, koji nastoje da pravovremeno otkriju uzrok i što pre predlože adekvatnu terapiju.

## Etiologija
Uzroci ekstrasistola su mnogobrojni i ne moraju uvek biti izazvani nekom srčanom bolesti. Kod nastanka ekstrasistola jako su važne uslovi koje na različite načine utiču na ljude.
Nepravilan način života
Nespavanje, konzumiranje duvanskih proizvoda, prekomerni unos alkohola, prekomerni unos hrane, velike količine ispijene kafe (kofeina), čaja (teofilina) ili opojnih sredstava samo su neki od velikog broja faktora koji mogu uzrokovati ekstrasistole, u uslovima nepravilnog načina života
Stres
Stresne situacije, strah, anksioznost, odnosno neki psihički poremećaj u kome se tokom života može naći neka osoba, čest je uzrok ekstrasistola.
Osoba koja boluje od socijalne anksioznosti verovatno će doživeti pojavu ekstrasistola u kompleksnim društvenim situacijama koje će izazvati strah, uznemirenost i nelagodnost. Takve osobe uglavnom imaju potpuno zdravo srce, ali ne mogu snagom volje uticati na njegov rad, što rezultuje pojavom ekstrasistola jer su one uzrokovane faktorima koji osobu uznemiravaju.
Bolesti
Pored navedenih faktora česti uzroci ekstrasistola mogu biti trenutne ili hronične bolesti i druga stanja koja mogu negativno delovati na srčani ritam, kao što su:
- infekcije,
- srčani udar,[4]
- srčane mane,
- poremećaj u radu štitne žlijezde (hipertireoza)
- gastritis,
- anemija,
- oboljenja krajnika,
- reumatska groznica,
- ateroskleroza,
- hipertenzija (povišen krvni pritisak).

Nepoznati uzroci
Uzroci ekstrasistola mogu biti ponekad nejasni, a ponekad ih je i jako teško otkriti i razlikovati.

## Vrste ekstrasistola
Ekstrasistole mogu biti pretkomorske (supraventrikularne) ili komorske (ventrikularne). Kod obe vrste ekstrasistola, uz osnovni ritam i rad srca, moguće je registrovati i povremena preskakanja u srčanom radu koja se uočavaju u zapisu EKG-a (elektrokardiogramu).

### Pretkomorske ekstrasistole
Supraventrikularne, pretkomorske i atrijalne ekstrasistole (SVES) ili AEC) su preskakanja u radu srca koja nastaju u srčanim pretkomorama. Nastaju kada je ektopični izvor negde u pretkomorama. Ovakva ekstrasistola obično započinje abnormalnim oblikom P talasa, iza koga sledi ventrikularni kompleks. QRS kompleks je uglavnom normalnog oblika kome prethodi promenjeni P talas. 
Ove ekstrasistole mogu biti funkcionalne i organske i uglavnom su benigne. Lečenje obično nije neophodno, sem ako iste provociraju nastanak značajnih aritmija, u kome beta- blokatori imaju svoje mesto.

### Komorske ekstrasistole
Ventrikularne (komorske) ekstrasistole (VES) su preskakanja u radu srca koja nastaju u srčanim komorama, i nije obavezan znak bolesti srca jer se često javlja i kod zdravih osoba, kod akutnog stresa, dugotrajne nesanice, zloupotrebe alkohola, kofeina, nekih lekova, narkotika... i gotovo svaka osoba u toku života doživi neki od simptoma izazvanih komorskim ekstrasistolama.
Mehanizam nastanka je uglavnom rientri mehanizam a retko može biti i lokalni automatizam. Pored klasičnih oblika VES, postoje i posebni oblici kao što su:
- interponirane VES,
- bigeminije,
- trigeminije,
- salve ekstrasistola,
- polimorfne VES,
- R na T fenomen
- parasistolija.

Neretko komorska ekstrasistole ukazuje na ozbiljnije srčane bolesti — loša prokrvljenost srca, infekcije srca (miokarditis), poremećaj sprovođenja električnih impulsa u srcu, poremećaj koncentracije elektrolita, visok krvni pritisak i druga stanja.
One su najčešća heterotopnae (različitog oblika) aritmija koje može izazvati električna draž koja može nastati u bilo kom delu komore, koja se aktivira neuobičajenim redosledom, što se na EKG-u registruje kao preuranjena kontrakcija sa nepravilnim izgledom komorskog kompleksa.
Pregledom standardnim EKG-om mlade populacije uočavaju se kod 0,5-0,8% pregledanih, da se vaj broj povećava sa starenjem tako da u šestoj deceniji iznosi preko 2% pregledanih osoba, a kod Holter monitoringa >30%.

### Posebni oblici
Pored klasičnih oblika komorske ekstrasistola , postoje i posebni oblici kao što su:
- interponirane komorske ekstrasistola,
- bigeminije,
- trigeminije,
- salve ekstrasistola,
- polimorfne komorske ekstrasistole,
- R na T fenomen,
- parasistolija.

## Patogeneza
I dok u fiziološkim uslovima normalna srčana kontrakcija nastaje aktivacijom srčanog mišića nastaje iz jednog centra i širi se tačno određenim putem prema ostalim delovima srčanog mišića, impuls koji izaziva ekstrasistolu kao prevremenu srčanu kontrakciju može nastati između normalnih impulsa na drugim mestima u:
- pretkomorama srca,
- komorama srca,
- provodnom sistemu srca (atrio-ventrikularnom čvoru ili AV čvor).

Tako nastali impulsi u navedenim lokacijam, interponiraju se između normalnih srčanih ciklusa i pokreću novu kontrakciju, praćenu subjektivnim osećajem preskakanja srca.
Ekstrasistola koja nastaje u komorama praćena je kompenzatornom pauzom, jer izostaje kontrakcija delovanjem prvog narednog regularnog impulsa iz čvora pretkomorskog sinusa (SA čvora), zato što taj impuls pada u vreme apsolutnog refraktornog perioda ekstrasistole. Prva naredna kontrakcija je veće amplitude – i označava se kao postekstrasistolna potencijacija.
Do ove pojave dolazi usled povećanog oslobađanja Ca2+ iz sarkoplazmatskog retikuluma i povećanog venskog priliva jer je dijastola srca duže trajala.

## Klinička slika
Kliničkom slikom obično dominiraju ekstrasistole u mirovanju, a samo retko je moguće osetiti ekstrasistole u naporu ili nekom obliku fizičke aktivnosti kada srce ubrzava svoje otkucaje (tokom tahikardija). U najčešće subjektivne simptome spadaju:
- osećaj snažnog ili preskočenog otkucaja srca,
- nepravilan rad srca,
- teže pumpanje srca nego inače, praćeno dispnejom (otežano disanje) i ortopnejom (ubrzano disanje)
- lupanje ili treperenje srca, koje se oseća u grlu ili vratu (koje pacijenti opisuju kao knedlu grlu).

Osobe koje su sklone stresu, nervozi i jačim emotivnim reakcijama najčešće ekstrasistole doživljavaju kao događaj koji ugrožava njihov život.

## Dijagnoza
Dijagnoza ekstrasistola se standardnim pregledima može postaviti vrlo brzo, i sa velikom sigurnošću dijagnostikovati nakon kardiološkog monitoringa, koji uz standardni 12-kanalni elektrokardiogram (EKG) i ultrazvuk srca, uključuje i 24-satni EKG holter koji prati otkucaje srca ispitanika u vremenu od 24 časa.
Ponekad je potrebno i ergometrijsko testiranje (test opterećenjem hodanjem na pokretnoj traci ili vožnjom bicikl ergometra).
Dopunske analize (koronarna angiografija i kompleksnija snimanja srca) rade se ukoliko postoji ozbiljniji uzrok nastanka ekstrasistola.
Laboratorijska ispitivanja su iz grupe standardnih biohemijskih testova i kompletne krvne slike.

## Terapija
Većini pacijenata koji imaju komorske ekstrasistole nije potrebna terapija, izuzev ako je njihova učestalost toliko velika da izazivaju neke ozbiljnije simptome.
Higijensko dijetetski režim
Promene u načinu života (eliminisanje kofeina, duvana, alkohola i stresa, uz redovan i dovoljan san) uz lečenje osnovnih oboljenja i je veoma važno.
Lekovi
Za lečenje ekstrasistola najčešće se koriste beta blokatori, isti oni lekovi koji se koriste za lečenje povišenog krvnog pritiska i bolesti srca. Oni mogu da sprečiti pojavu prerane kontrakcije.
Od ostalih lekova koriste se blokatori kalcijumskih kanala, ili antiaritmici.
Ukoliko je uzrok ekstrasistola neka ozbiljnija srčane bolest, kod određenim pacijenata indikovana je kauzalna terapija, a kod slabe prokrvljenosti srčanog mišića i stentovanje, ili kardiohirurška intervencija.
Lečenje u bolničkim uslovima
Iako su retka stanja kada ekstrasistole prouzrokuju ozbiljnije simptome praćene poremećajem krvotoka, u takvim stanjima se bolesnici obavezno leče u bolničkim uslovima.

## Prognoza
Ako testovi pokažu da pacijent nema nikakvih zdravstvenih poteškoća, onda ne treba obraćati pažnju na pojavu ekstrasistola, već na korekciju načina života, jer one nisu štetne i najčešće nestaju spontano.
Međutim, ako je u pozadini ekstrasistola neka bolest ili poremećaj, odmah treba započeti sa adekvatnom terapijom u skladu sa postavljenom dijagnozom tokom testova.

## Literatura
- Herbert Reindell, Helmut Klepzig: Krankheiten des Herzens und der Gefäße. In: Ludwig Heilmeyer (Hrsg.): Lehrbuch der Inneren Medizin. Springer-Verlag, Berlin/Göttingen/Heidelberg 1955; 2. Auflage ebenda 1961, S. 450–598, hier: S. 562–566 (Die Extrasystolen).

## Spoljašnje veze
|  | Molimo Vas, obratite pažnju na važno upozorenje u vezi sa temama iz oblasti medicine (zdravlja). |